# Gran Oriente de Francia
El Gran Oriente de Francia (en francés, Grand Orient de France) es una organización nacida con ese nombre en 1773 a partir de la reestructuración de la primera Gran Logia de Francia de 1728. Es la más antigua de todas las Obediencias masónicas que existen en la actualidad en la Europa continental. Se trata de una federación formada, según los datos publicados en su web oficial, por unos 53 000 miembros en el mundo agrupados, en agosto de 2018, en 1338 logias. Tiene su sede central en París, calle Cadet n.° 16. Además de Francia, tiene logias en Estados Unidos, Alemania, Inglaterra, Polonia, Italia, Canadá y España, entre otros.
Es una organización masónica con un marcado carácter europeísta y vocación humanista, basada en la filosofía ilustrada y los principios de Libertad, Igualdad y Fraternidad, así como una dimensión claramente universal, concediéndose una importancia fundamental a la laicidad, que propugna que las religiones sean independientes y no tengan influencia en la organización y funcionamiento de los Estados y las organizaciones supraestatales reconocidas por el Derecho Internacional.

## Características
El Gran Oriente de Francia suele ser considerado como el principal referente mundial de la corriente masónica denominada liberal o adogmática, para distinguirla de aquella que rechaza la presencia de mujeres en las logias, aunque el Gran Oriente de Francia no las aceptó hasta el siglo XXI, así como la que solo acepta deístas.
El Gran Oriente de Francia es una organización que reconoce la plena regularidad de la iniciación femenina, admitiendo en sus filas a toda persona sin distinción, y afiliando y recibiendo en total igualdad de derechos a las hermanas y hermanos visitantes de las obediencias mixtas y femeninas con las que mantiene relaciones fraternales y de reconocimiento mutuo. Precisamente en la Convención de Logias del Gran Oriente de Francia celebrada en septiembre de 2010 en Vichy, estas votaron mayoritariamente por no definir a la Obediencia como estrictamente masculina. Concretamente el 2 de septiembre de 2010, los delegados que representaban a las 1200 logias del GODF repartidas por todo el mundo, ratificaron la interpretación de su propio reglamento interno conforme a la cual queda excluida la aplicación de cualquier circunstancia que pueda implicar discriminación, incluyéndose en este sentido el género. Esto significa que todas la logias del GODF podrán, si así lo desean, iniciar a las personas, mujeres u hombres, que cumplan los requisitos necesarios para ser admitidas a la iniciación masónica.
La actuación del Gran Oriente de Francia está impulsada por dos grandes principios aparentemente contrapuestos: el respeto de una Tradición heredada de los fundadores de la francmasonería y la búsqueda de progreso para el mejoramiento del Hombre y de la Sociedad con el desarrollo Intelectual, Racionalismo y Liberalismo.
El respeto de la tradición es lo que hace de la francmasonería, y del Gran Oriente de Francia en particular, una sociedad iniciática. En las logias masónicas se utilizan rituales y símbolos tanto durante el desarrollo de las reuniones como en el progreso personal de los francmasones en el seno de la asociación. El significado filosófico y moral de los símbolos masónicos no puede, según los masones, ser revelado sin alterar su profundidad; este es el sentido del secreto masónico.
El Gran Oriente de Francia ocupa una posición referencial en la francmasonería mundial desde que en 1877 suprimiera de su constitución la frase La francmasonería tiene por principio la existencia de Dios y la inmortalidad del alma, siguiendo los pasos marcados ya en 1872 por el GOB (Gran Oriente de Bélgica) que había sido introducida pocos años antes en su Constitución, en un momento de gran influencia clerical, manifestando así su defensa estricta del principio de libertad absoluta de conciencia y distanciándose de la deriva deísta que había afectado a la masonería durante la primera mitad del siglo. Así todo, la inmensa mayoría de las organizaciones masónicas, de corte tradicional o regular, continúa con la tradición iniciática de aceptar la idea de Dios, al que denomina Gran Arquitecto del Universo, así como la inmortalidad del alma.
El Gran Oriente de Francia, asumiendo la soberanía y la regularidad[cita requerida] que le confiere su origen y reconocimiento internacional, hace una interpretación particular sobre los principios fundamentales de la Masonería caracterizada por:
- El principio de libertad absoluta de conciencia; sus miembros pueden ser creyentes, agnósticos o ateos.
- La defensa de las instituciones y los ideales laicos, como medio para garantizar la libertad de todos.
- Sus valores republicanos y sociales; la transformación social se considera un objetivo masónico.

## Organización
El Gran Oriente de Francia es una estructura democrática basada en el principio de la división de poderes.
Sus logias están agrupadas por Regiones (17) que se gestionan a través de Congresos Regionales. Cada logia, cualquiera que sea el número de sus miembros, está representada en dichos congresos por un delegado, elegido por el sufragio de los miembros de su logia. Tradicionalmente el Gran Oriente exigía un mínimo de siete maestros masones para conformar lo que se llama una logia justa y perfecta, pero a partir del año 2009 exige que el número mínimo de maestros sea de catorce por logia, y 21 para el caso de que el taller se establezca en poblaciones en las que ya exista presencia de la Obediencia.
El Gran Oriente de Francia celebra cada año una asamblea general, el Convento, en el que cada logia está representada igualmente por un delegado. En el seno de esta asamblea general, son renovadas las instancias de la organización y, en particular, el ejecutivo: este Consejo de Administración, denominado Consejo de la Orden, elige a su Presidente, denominado también Gran Maestro.
El Gran Oriente de Francia es el regulador de los Ritos que históricamente nacieron en su seno: Rito Francés, Rito Escocés Antiguo y Aceptado, Rito de Memphis-Misraim y otorga carta patente a sus logias para la práctica de los demás ritos históricos Régimen Escocés Rectificado y Rito de Emulación...
En particular ha concedido carta patente de uso para los Talleres de Perfeccionamiento:
- del Rito Escocés Antiguo y Aceptado: al Supremo Consejo del REAA del Gran Oriente de Francia.
- del Régimen Escocés Rectificado: al Directorio Escocés del RER del Gran Oriente de Francia.
- del Rito Francés: al Gran Capítulo General del Gran Oriente de Francia.
- del Rito de Memphis-Misraim: a la Gran Orden Egipcia del Gran Oriente de Francia.

Concede además licencia de uso a otras Obediencias para trabajar en alguno de estos Ritos.

## Historia
La francmasonería moderna es una institución de casi 300 años de antigüedad.
De manera simbólica y según algunas hipótesis, desciende de los albañiles constructores (en francés, maçons; en inglés, masons) de la Edad Media, quienes durante varios siglos se desplazaban por toda Europa para construir edificios religiosos o profanos cuya mayor parte perdura hasta el presente. En la actualidad se pone en tela de juicio el fenómeno de transición de la Masonería Operativa hacia la Francmasonería Especulativa, lo cual no es óbice para que las herramientas de los albañiles se hayan convertido en los símbolos de los francmasones y elementos metafóricos a través de los cuales se representan ideas y valores que configuran la columna vertebral de la organización.
En 1717, miembros de la Royal Society de Inglaterra, una sociedad erudita de la época, camaradas de Isaac Newton, crearon la Gran Logia de Londres, agrupando a cuatro logias existentes en la capital inglesa.
De esta manera, comenzaba el período que hoy conocemos como propio y característico de la Francmasonería Especulativa, aquella en la que se dialoga libremente sobre las ideas y se pone en práctica un método de formación del conocimiento denominado comúnmente "inteligencia de lo contradictorio".	
A través de marinos y comerciantes, la francmasonería, que se había difundido rápidamente en Inglaterra, pasó al continente, siguiendo también la ruta de los estuardistas que, en medio de un conflicto político dinástico, cruzaban el Canal de la Mancha para asentarse en el continente, instalándose las primeras logias masónicas en Francia entre 1726 y 1730, en especial en puertos tales como Burdeos o Dunkerque.
En este período, en el que nacerían las nuevas ideas de libertad e igualdad que conducirían a la Revolución Francesa y a la República, Francia entra en el Siglo de las Luces. Las logias masónicas que se expanden rápidamente por ese país dejan de ser un "club", como lo eran en Inglaterra, para convertirse en la caja de resonancia de los grandes y nuevos planteamientos, hasta transformarse en foros de debate de las ideas emancipadoras para los Hombres y las Sociedades.
El Gran Oriente de Francia, heredero directo de la primera estructura masónica existente en el continente, independiente de la federación inglesa, tiene su punto de arranque en la historia en 1728, siendo constituido bajo la denominación que conocemos en la actualidad en 1773.

## El Gran Oriente de Francia en España
Las logias españolas del Gran Oriente de Francia se hallan encuadradas en la Región número 17, junto a las de la zona Sur de Francia. En conjunto, en la Región 17 suman más de setenta logias, de las cuales, once, son españolas.

### Logias y triángulos constituidos
| Ciudad                     | Nombre de la logia/Triángulo   | Constituida                          | Rito                                                            |
| -------------------------- | ------------------------------ | ------------------------------------ | --------------------------------------------------------------- |
| Valencia                   | Logia Blasco Ibáñez            | 1931 (1999 en el GODF)               | Rito Francés                                                    |
| Alicante                   | Logia Constante Alona          | 1878 (6 de julio de 2002 en el GODF) | Rito Escocés Antiguo y Aceptado                                 |
| Las Palmas de Gran Canaria | Logia Luz Atlántica            | 8 de noviembre de 2003               | Rito Francés                                                    |
| Gijón (Asturias)           | Logia Rosario de Acuña         | Primero de mayo de 2004              | Rito Francés                                                    |
| Madrid                     | Logia Wolfgang Amadeus Mozart  | 10 de enero de 2004                  | Rito Escocés Antiguo y Aceptado                                 |
| Madrid                     | Logia Siete de Abril           | 19 de noviembre de 2006              | Rito Escocés Antiguo y Aceptado                                 |
| Estepona (Málaga)          | Logia Heracles                 | 17 de marzo de 2007                  | Rito Escocés Antiguo y Aceptado                                 |
| Murcia                     | Logia Luz de Levante           | 11 de mayo de 2008                   | Rito Escocés Antiguo y Aceptado                                 |
| Barcelona                  | Logia Barcelona Mare Nostrum   | 10 de mayo de 2009                   | Rito Francés                                                    |
| Sevilla                    | Logia Tartessos                | 28 de febrero de 2010                | Rito Francés / Rito Memphis Mizraim / Rito Operativo de Salomón |
| Málaga                     | Logia Pitágoras                | 14 de diciembre de 2013              | Rito Francés / Rito Escocés Antiguo y Aceptado                  |
| Zaragoza                   | Logia Unión Sincera del Cierzo | 12 de noviembre de 2022              | Rito Francés / Rito Escocés Antiguo y Aceptado                  |
| Ceuta                      | Logia Hércules                 | Septiembre de 2022                   | Rito Escocés Antiguo y Aceptado/ Rito Francés                   |
| Altea (Alicante)           | Logia Antenor                  | 11 de junio de 2022                  | Rito Escocés Antiguo y Aceptado                                 |

### Cuerpos de Altos Grados
A su vez, existen Cuerpos Masónicos de Altos Grados en España, del Supremo Consejo del Rito Escocés Antiguo y Aceptado del Gran Oriente de Francia y del Gran Capítulo General de Rito Francés del Gran Oriente de Francia.
| Rito | Cuerpo                        | Grado         | Nombre          | Constituida        | Ciudad           |
| ---- | ----------------------------- | ------------- | --------------- | ------------------ | ---------------- |
| REAA | Logia de Perfección           | 4.º-14.º      | Lucentum        | abril de 2005      | Alicante         |
| REAA | Capítulo                      | 18.º          | Nueva Numancia  | abril de 2010      | Alicante         |
| REAA | Logia de Perfección           | 4.º-14.º      | Resplandor      | marzo de 2011      | Madrid           |
| REAA | Capítulo                      | 18.º          | Luz Equinoccial | Noviembre de 2015  | Madrid           |
| REAA | Logia de Perfección           | 4.º-14.º      | Maimónides      | mayo de 2014       | Sevilla y Málaga |
| REAA | Areópago                      | 30.º          | Barataria       | septiembre de 2014 | Madrid           |
| REAA | Gran Tribunal                 | 31.º          | Iberia          | noviembre de 2019  | Alicante         |
| REAA | Triángulo Logia de Perfección | 4.º-14.º      | Futura          | marzo de 2023      | Murcia           |
| RF   | Capítulo                      | 1.º - 4.º Or. | Nuevo Horizonte | junio de 2023      | Madrid           |